# حالات طبية غير متجانسة
الحالات الطبية غير المتجانسة أو الأمراض غير المتجانسة في علم الطب يُقصد بها تلك الحالات التي لها العديد من مسببات الأمراض مثل: التهاب الكبد الوبائي، أو السكري. عادة ما يتم تعريف الحالات الطبية بشكل مرضي أو إكلنيكي وليس بشكل سببي (بمعنى أن يتم وصف الحالة طبقًا للمرض والعضو المصاب وليس لسبب المرض نفسه؛ فمثلًا التهاب الكبد يسمي هكذا لوجود التهابات في الكبد ولا يسمي بناًء علي أسباب حدوث هذا الالتهاب). وذلك لانه من المحتمل أن يكون هناك أكثر من سبب واحد لهذه الأمراض.
مصطلح «الحالات المرضية غير المتجانسة» هو المقابل «للحالات المتجانسة» الذي يُعطى لمجموعة من المرضى لديهم نفس الحالة المرضية.
عندما تكون الحالة المرضية غير متجانسة، فإنها تنقسم عادةً إلى أنماط داخلية.

## الأنماط الداخلية
النمط الداخلي هو نوع فرعي لحالة ما، يتم تعريفه بواسطة آلية وظيفية أو مرضية مميزة. ويختلف عن النمط الظاهري، الذي هو عبارة عن صفة أو سبب ظاهر أو يمكن ملاحظته من المرض، مثل الشكل الخارجي، والتطور الخاص بمراحل المرض أونموه، والخصائص الكيميائية الحيوية أو الفسيولوجية، أو السلوك، دون تدخل للآلية. من المتوقع أن المرضى الذين يعانون من نمط داخلي محدد يدرجون أنفسهم ضمن مجموعات من الأمراض الظاهرية.
أحد الأمثلة على ذلك هو الربو، الذي يعتبر متلازمة، تتكون من سلسلة من الأنماط الداخلية. هذا يرتبط بمفهوم الكيان المرضي

## التباين (التغاير) في الحالات الطبية
إن مصطلح «حالة طبية» مصطلح شامل ومتعلق بتصنيف الأمراض كافة؛ والذي يشمل الأمراض، والإصابات، والقصور، والمتلازمات، وهو مناسب بشكل خاص في الحالة الأخيرة، حيث لا يمكن التحدث عن مرض منفرد يرتبط بالمقرر السريري للمريض.